# Rosita Amores
Rosita Amores é uma artista valenciana de variedades, pioneira do cabaret erótico a meados dos anos 1960, ao lado de figuras como Rafael Conde, El Titi. Rosita Amores soube burlar à censura franquista em épocas nas que o erotismo no estado espanhol reduzia-se ao âmbito privado e converteu-se num ícone popular do espetáculo no País Valenciano. 
Ten participado nos filmes Visanteta, estate quieta (1979), El virgo de Visanteta (1979), Con el culo al aire (1980), Un negre amb un saxo (1989), Gràcies per la propina (1997) e El robo más grande jamás contado (2002).